# Legionella hackeliae
Espèce
Legionella hackeliae est une espèce de bactéries gram-négatives de la famille des Legionellaceae.

## Description
Les bactéries de l'espèce Legionella hackeliae sont des bacilles gram-négatifs dont la croissance est possible sur milieu BCYE supplémenté en L-cystéine

## Taxonomie
Le nom correct complet (avec auteur) de ce taxon est Legionella hackeliae Brenner et al. 1985.

### Étymologie
L'étymologie du nom spécifique des Legionella hackeliaaest une marqueur honorifique à la scientifique Meredith Hackel et est la suivante : hack.el’i.ae. N.L. gen. fem. n. hackeliae, de Hackel, nommé d'après Meredith Hackel,qui a été la première à isoler cette bactérie.